# Вівіана Сакконе
Вівіана Сакконе (ісп. Viviana Saccone, при народженні Клара Вівіана Саккон, ісп. Clara Viviana Saccon; нар. 28 січня 1968, Хеппенер, Буенос-Айрес) — аргентинська акторка театру, кіно та телебачення.

## Життєпис
Народилася 28 січня 1968 року в невеликому містечку Хеппенер, округ Брансден, провінція Буенос-Айрес, в родині Уго і Марії Саккон, де була старшою з чотирьох доньок. У 18-річному віці вирішила стати акторкою. 1987 року отримала одну з ролей у серіалі «Скрипковий ключ». 1991 року з'явилася у серіалі «Селеста» з Андреа дель Боко. 1993 року отримала премію Мартін Ф'єрро у категорії найкраща акторка другого плану за роль Маріанни Гастарді у серіалі «Принцеса». Того ж року зіграла помітну роль у серіалі «Дівчина на ім'я Доля» з Гресією Кольменарес та Освальдо Лапортом. 1997 року виконала головну жіночу роль у серіалі «Людина моря».
2006 року отримала премію Мартін Ф'єрро у категорії найкраща акторка у серіалі за роль Вікторії Саенс у теленовелі «Монте-Крісто. Любов та помста», де зіграла разом з Пабло Ечаррі і Паолою Крум.
2017 року відкрила власну школу акторської майстерності, де проводить індивідуальні заняття.

## Особисте життя
Сакконе тричі була у шлюбі:
- 2002—2008 — Федеріко Палаццо, режисер. Народила двох доньок — Алегра та Серена (нар. 2005).
- 2008—2014 — Мауро Гарсія Барбе.
- 2014—2018 — Сантьяго Гарсія Роса.

## Вибрана фільмографія
| Рік       |   | Українська назва                     | Оригінальна назва                  | Роль                         |
| --------- | - | ------------------------------------ | ---------------------------------- | ---------------------------- |
| 1987—1990 | с | Скрипковий ключ                      | Clave de sol                       | Вероніка                     |
| 1991      | с | Селеста                              | Celeste                            | Ріта Феррера                 |
| 1992—1993 | с | Принцеса                             | Princesa                           | Маріанна Гастарді            |
| 1993      | с | Дівчина на ім'я Доля (За горизонтом) | Más allá del horizonte             | Вікторія Оласабаль / Камілла |
| 1994      | с | З душею танго                        | Con alma de tango                  | Вікторія Ечагуе              |
| 1995—1996 | с | Маленькі жінки назавжди              | Por siempre mujercitas             | Паула Моралес                |
| 1997      | с | Людина моря                          | Hombre de mar                      | Флоренсія                    |
| 2006      | с | Монте-Крісто. Любов та помста        | Montecristo. Un amor, Una venganza | Вікторія Саенс               |
| 2007      | ф | Тепле місто (Буенос-Айрес)           | Cuidad de celo                     | Естер                        |
| 2008      | ф | Маленька країна                      | Paisito                            | Ана                          |
| 2008      | ф | Кінотеатр Майте                      | El cine de Maite                   | Майте                        |
| 2010      | ф | З жінками трапляється                | Una mujer de sucede                | Лаура / Софія / Росіта       |
| 2010      | с | Той, хто мене кохає                  | Alguien que me quiera              | Катя Перес Альфонсо          |
| 2012      | с | Вовк                                 | Lobo                               | Ребекка Діас                 |
| 2014      | ф | Некрофобія                           | Necrofobia                         | Соледад Рока                 |
| 2016      | ф | Смерть розповідає свою історію       | El muerte cuenta su historia       | Ана                          |
| 2017—2018 | с | Удар в серце                         | Golpe al corazón                   | Марія Каталіна Лопес         |

## Нагороди
Мартін Ф'єрро
- 1993 — Найкраща акторка другого плану (Принцеса).
- 2006 — Найкраща акторка у серіалі (Монте-Крісто. Любов та помста).